# Forstmoos
Forstmoos este o arie protejată (arie specială de conservare — SAC, sit de importanță comunitară — SCI) din Germania întinsă pe o suprafață de 212,45 ha, integral pe uscat.

## Localizare
Centrul sitului Forstmoos este situat la coordonatele 48°42′48″N 11°41′50″E / 48.7133°N 11.6972°E.

## Înființare
Situl Forstmoos a fost declarat sit de importanță comunitară în martie 2001 pentru a proteja 1 specie de plante și 3 specii de animale. Situl a fost protejat și ca arie specială de conservare în aprilie 2016.

## Biodiversitate
Situată în ecoregiunea continentală, aria protejată conține 3 habitate naturale: Pajiști cu Molinia pe soluri calcaroase, turboase sau argilos-nămoloase (Molinion caeruleae), Mlaștini alcaline, Păduri aluvionare cu Alnus glutinosa și Fraxinus excelsior (Alno-Padion, Alnion incanae, Salicion albae).
La baza desemnării sitului se află mai multe specii protejate:
- plante (1): moșișoare (Liparis loeselii)
- păsări (1): cristeiul de câmp (Crex crex)
- nevertebrate (2): Vertigo angustior, Vertigo moulinsiana